# Police (Vsetíni járás)
Police település Csehországban, Vsetíni járásban. Police Kelč, Kladeruby, Branky, Podolí, Loučka és Oznice településekkel határos. Lakosainak száma 611 fő (2024. január 1.).

## Népesség
A település lakosságának változását az alábbi diagram mutatja:
| Lakosok száma | 644  | 635  | 610  | 655  | 556  | 546  | 574  | 587  | 609  | 611  |
|               | 1869 | 1890 | 1921 | 1950 | 1980 | 2001 | 2017 | 2019 | 2022 | 2024 |